# Val di Foro
La Val di Foro è una valle che si estende dalla Maiella fino al Mare Adriatico, ed è attraversata dal fiume Foro e dalla strada statale 263. Nella valle è stata istituita nel 1991 la riserva regionale Valle del Foro.
Al suo interno è stata istituita l'Unione dei comuni della Vallata del Foro, di cui fanno parte i comuni di Ari, Ripa Teatina, Vacri e Villamagna.

## Economia
Nella valle sono presenti numerose attività nel settore agroalimentare e in particolare vinicolo.

## Infrastrutture e trasporti
- Strada statale 16 Adriatica
- Strada statale 81 Piceno Aprutina
- Strada statale 263 di Val di Foro e di Bocca di Valle